# August Potthast
Franz August Potthast (* 13. August 1824 in Höxter; † 13. Februar 1898 in Leobschütz) war ein deutscher Mittelalterhistoriker und Bibliothekar.

## Leben
Er studierte in Paderborn, Münster und Berlin. In Berlin arbeitete er als Bibliothekar. Bekannt ist er durch zwei Nachschlagewerke, die Regesta Pontificum Romanorum 1198–1304 (Berlin, 1874–1875; Nachdruck Graz 1957) und die Bibliotheca Historica Medii Aevi. Wegweiser durch die Geschichtswerke des europäischen Mittelalters bis 1500 (1862, 2. Auflage Berlin 1896), Vorgängerin des Repertorium Fontium Historiae Medii Aevi. Von 1874 bis 1894 war er Bibliothekar des deutschen Reichstags.
In Paderborn erinnert an ihn der August-Potthast-Weg.

## Werke
- Die Abstammung der Familie Decker. R.-v.-Decker-Verlag, Berlin, 1863 (Digitalisat)
- Geschichte der Buchdruckerkunst zu Berlin im Umriß, hrsg. von Ernst Crous. (Verein Berliner Buchdruckerei-Besitzer) Büxenstein, Berlin 1926, 113 S.
- Katalog der Bibliothek des Deutschen Reichstages. Verlag Puttkammer & Mühlbrecht, Berlin 1882, 1432 S.
- Leben des heiligen Gallus und des Abtes Otmar von Sanktgallen (Übers. A. Potthast). Berlin 1857, 2. Aufl. Leipzig 1888, 86 S. (Digitalisat)
- Geschichte der ehemaligen Cistercienserabtei Rauden in Oberschlesien. Festgabe zur sechsten Säcularfeier ihrer Gründung. Verlag Bauer, Leobschütz, 1858, 308 S. (Digitalisat)
- Liber de rebus memorabilioribus sive chronicon Henrici de Hervordia. Verlag Dieterich, Göttingen 1859, 364 S. (Digitalisat)
- Friedrich Wilhelm III. König von Preußen, Erinnerungsblätter […]. Verlag Decker, Berlin 1871, 71 S. (Digitalisat)
- Initienverzeichnis zu August Potthast, Regesta pontificum Romanorum (1198–1304). Zusammengestellt von Hans Martin Schaller. 1978, ISBN 3-921575-10-9